# اجانهالی، ترووکر
اجانهالی، ترووکر (به انگلیسی: Ajjanahalli, Turuvekere) یک منطقهٔ مسکونی در هند است که در کارناتاکا واقع شده‌است.